# Corso Vittorio Emanuele (Caltanissetta)
Corso Vittorio Emanuele è una via di Caltanissetta che fa parte dell'asse est-ovest corrispondente al percorso urbano della SS 122. Inizia alla Badìa all'incrocio con via Re d'Italia, dove prosegue verso ovest con il nome di "via Vespri Siciliani", e con i suoi 550 metri di lunghezza attraversa il cuore del centro storico della città, arrivando all'incrocio con via Cavour, dove cambia il nome in "viale Conte Testasecca". Lungo il suo percorso attraversa prima la piazza Tripisciano e poi la centralissima piazza Garibaldi dove incrocia corso Umberto I. Le due vie dividono il centro storico della città nei quattro quartieri storici (San Francesco, San Rocco, Santa Venera-Santa Flavia e Zingari o Provvidenza).
Su corso Vittorio Emanuele si affacciano alcuni importanti edifici, tra i quali il Palazzo del Carmine, sede del Comune e del Teatro Regina Margherita.
Nel 2003 è stato realizzato un marciapiede antistante il Palazzo Testasecca e il Palazzo Moncada sede del Consorzio Universitario di Caltanissetta, dove sono stati collocati sei mensoloni di marmo bianco con figure antropomorfe che fungono da caratteristici sedili, realizzati dallo scultore di origine nissena Girolamo Ciulla.

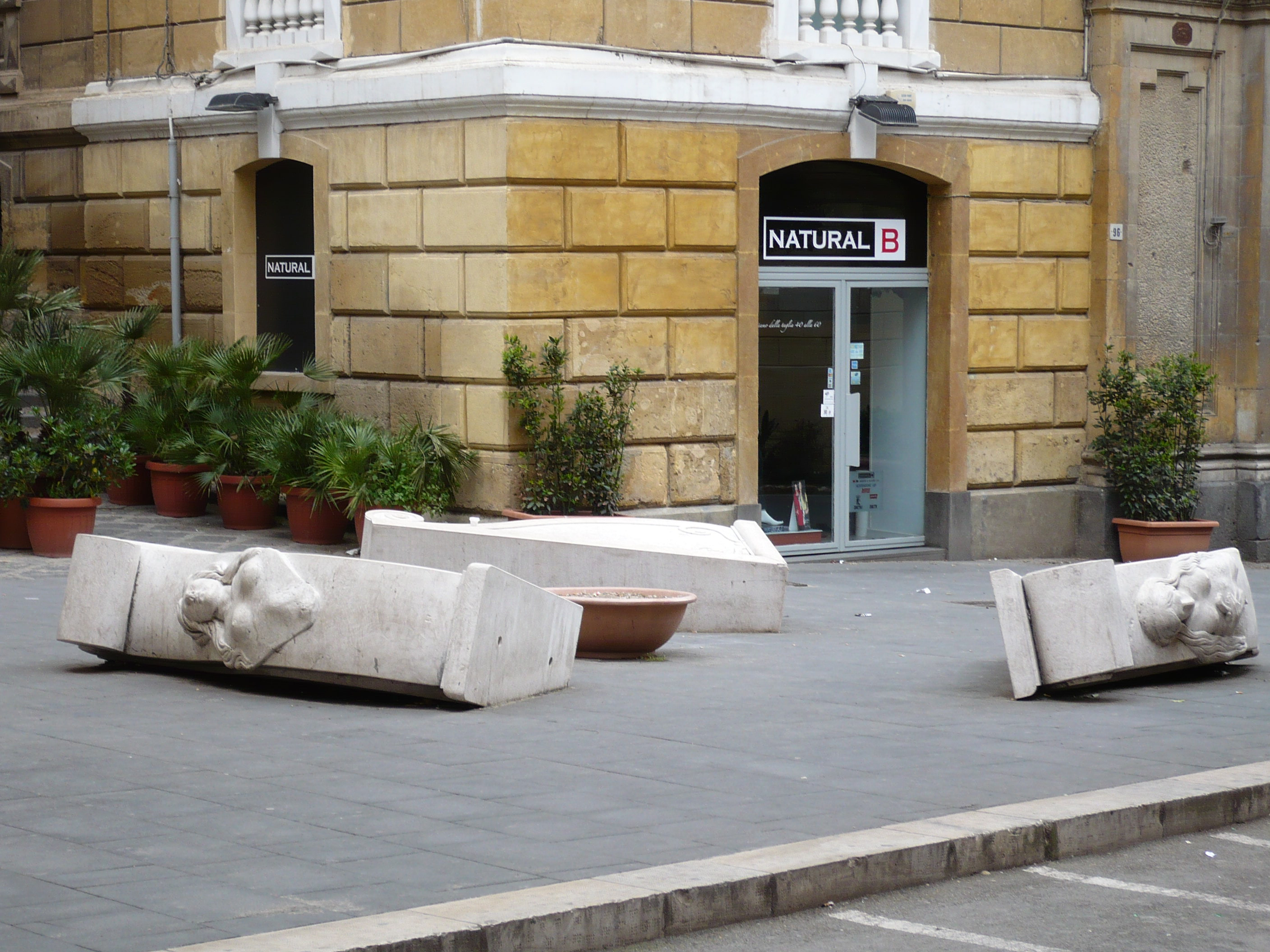
Sedili a mensoloni di Girolamo Ciulla
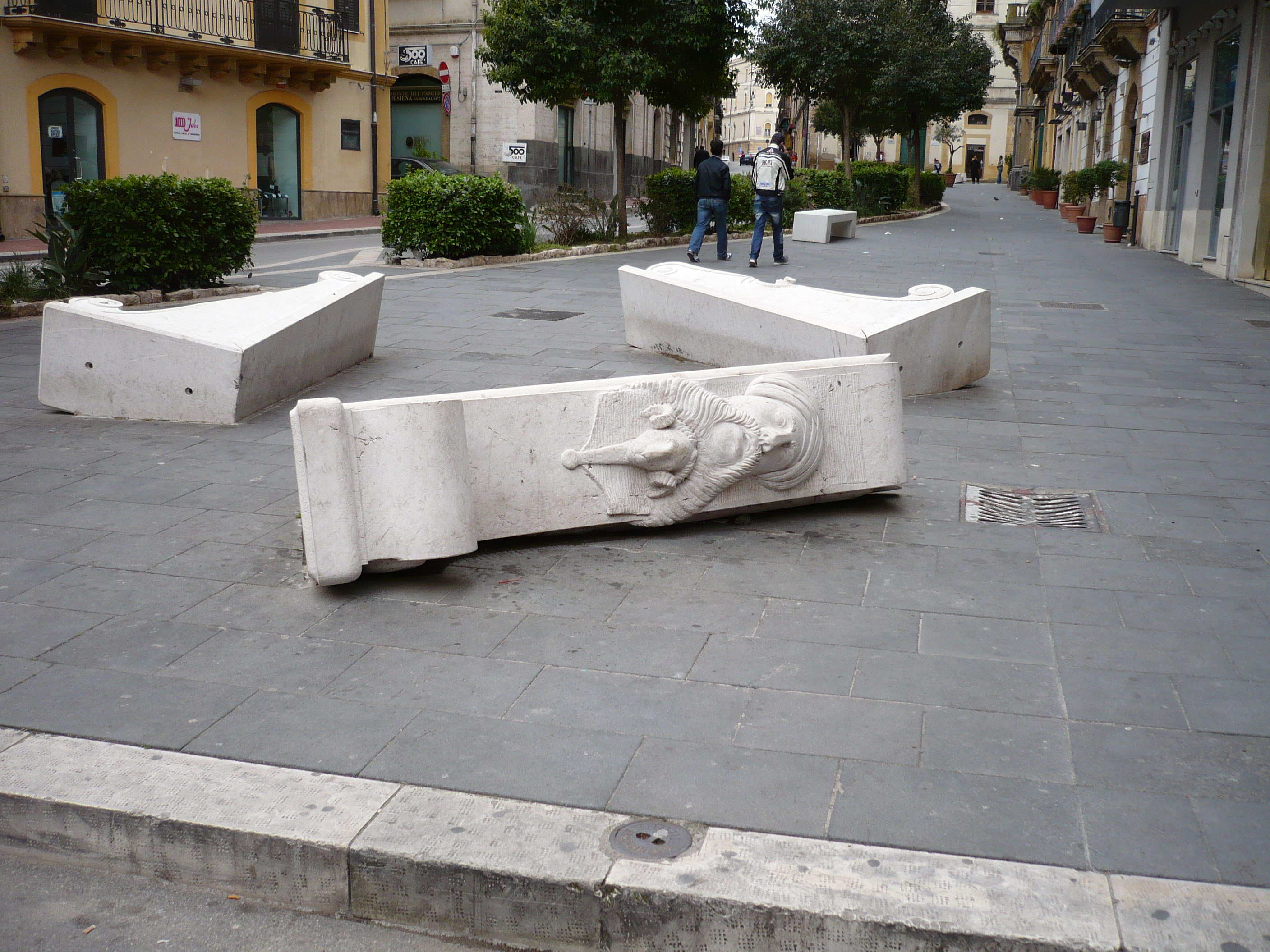
Sedili a mensoloni di Girolamo Ciulla